# 아타얄어
아타얄어(Atayal)는 대만 원주민의 하나인 아타얄족이 사용하는 오스트로네시아어족의 언어이다. 크게 Squliq과 C’uli’라는 2개의 주요 방언으로 나뉘며, 그 중 Squliq가 위신을 가진 방언으로서 가장 널리 쓰인다. C’uli’의 하위 방언인 Mayrinax와 Pa’kuali는 남녀의 사용역 구분이 뚜렷하다는 점에서 아타얄어 방언 중 특징적이다.

## 같이 보기
- 타이완 제어
- 이란 크리올 일본어